# Brian Sibley
Brian Sibley (n. Londres, 14 de julio de 1949) es un escritor británico. Hijo de un arquitecto y una ama de casa, Sibley se crio en Chislehurst (Kent).
En 1981 escribió junto a Michael Bakewell el guion de la adaptación radiofónica para la BBC Radio 4 de la novela El Señor de los Anillos, de J. R. R. Tolkien, y años después participó en la trilogía cinematográfica de la misma, escribiendo varios libros sobre ella y una biografía de su director, Peter Jackson. Entre otras adaptaciones radiofónicas también ha escrito el guion de las de El progreso del peregrino, de John Bunyan, o Las crónicas de Narnia, de C. S. Lewis. 